# Самитвил (Охајо)
Самитвил (енгл. Summitville) град је у америчкој савезној држави Охајо.

## Демографија
По попису из 2010. године број становника је 135, што је 27 (25,0%) становника више него 2000. године.
| Група             | 2000.       | 2010.       |
| Белци             | 105 (97,2%) | 125 (92,6%) |
| Афроамериканци    | 0 (0,0%)    | 1 (0,7%)    |
| Азијати           | 0 (0,0%)    | 0 (0,0%)    |
| Хиспаноамериканци | 1 (0,9%)    | 6 (4,4%)    |
| Укупно            | 108         | 135         |